# Saint-Maurice-en-Gourgois
Saint-Maurice-en-Gourgois – miejscowość i gmina we Francji, w regionie Owernia-Rodan-Alpy, w departamencie Loara.
Według danych na rok 1990 gminę zamieszkiwało 1006 osób, a gęstość zaludnienia wynosiła 32 osób/km² (wśród 2880 gmin regionu Rodan-Alpy Saint-Maurice-en-Gourgois plasuje się na 779. miejscu pod względem liczby ludności, natomiast pod względem powierzchni na miejscu 193.).